# Nicolai Hartmann
Paul Nicolai Hartmann (født 19 februar 1882 i Riga; død 9. Oktober 1950 in Göttingen) var en tysk filosof. Som Ontologiontolog anses han for at være en vigtig person indenfor kritisk realisme, og som en af metafysikkens vigtige fornyere i det tyvende århundrede.

## Liv
Hartmann var søn af ingeniøren Carl August Hartmann og dennes kone Helene, født Haurmann. Han kom 1987 på det tysksprogede gymnasium i Sankt Petersborg. 1902-1903 studerede han medicin i Dorpat. 1903-1905 klassisk filologi og filosofi i Petersburg. 1905 skiftede han til Marburg, hvor han hovedsageligt hørte forelæsninger af nykantianerne Hermann Cohen und Paul Natorp. Her begyndte hans livslange venskab med Heinz Heimsoeth. Im 1907 fik han doktorgraden med værket Das Seinsproblem in der griechischen Philosophie vor Plato (Værensproblemet i den græske filosofi før Platon). Som efterfølger til dette værk udkom i 1909 hans bog Platos Logik des Seins (Platons værenslogik). Allerede i samme år habiliterede han sig med temæt Des "Proklus Diadochuss philosophische Anfangsgründe der Mathematik. "Proklus Diadochus filosofiske udgangspunkt for matematikken
1911 giftede han sig med Alice Stepanitz, som han i 1912 fik datteren Dagmar med. I 1912 udgav han Die philosophischen Grundlagen der Biologie (Biologiens filosofiske grundlag). 1914-1918 gjorde han krigstjeneste i 1. verdenskrig som tolk, cencor af breve og efterretningsofficer. Efter krigen fik han en stilling som privatdocent i Marburg. I denne tid lærte han Martin Heidegger at kende. 1920 blev han docent, og 1921 udkom det værk, der beskrev hans selvstændige filosofiske holdning, nemlig Grundzüge einer Metaphysik der Erkenntnis (Grundtræk af en erkendelsens metafysik). Året efter blev han professor, som Natorps efterfølger. 1925 flyttede han til Köln, hvor han fik kontakt med Max Scheler. 1926 offentliggjorde han sit andet vigtige værk, nemlig Ethik, hvor han i samme stil som Scheler forefægter en materiel værdietik. Samme år blev han skilt fra sin kone.
1929 giftede Hartmann sig med Frida Rosenfeld. Med hende fik han en søn (Olaf, 1930) og en datter (Lise, 1932). 1931 fik han en stilling i Berlin som professor for teoretisk filosofi. Denne stilling beholdt han til 1945. I denne peride udarbejdede han i flere skrifter sin ontologt: Das Problem des geistigen Seins (Den åndelige værens problem) (1933), Zur Grundlegung der Ontologie (Om ontologiens grundlag) (1935), Möglichkeit und Wirklichkeit (MUlighed og virkelighed) (1938) og Der Aufbau der realen Welt. Grundriß der allgemeinen Kategorienlehre (Den reale verdens struktur. Grundtræk ved en almen kategorilære) (1940)
Efter Paul von Hindenburgs død plæderede Hartmann sammen med Martin Heidegger, Carl Schmitt og Erich Rudolf Jaensch i Völkischer Beobachter for at overdrage rigspræsidentens beføkelser til Hitler.
Hartmann synes ikke at have være påvirket af magthaverne i den nazistiske periode.
1945 til 1950 underviste Hartmann på Georg-August-Universität Göttingen. Det år han døde (efter et slagtilfælde) udkom hans 'Philosophie der Natur (Naturens filosofi).

## Filosofi

### Erkendelsens metafysik
I sit tidlige arbejde var Hartmann hovedsageligt nykantianer, og var enig i den nykantianske idealisme. Men allerede i hans skrift fra 1912 om biologen, hvor Hartman var positiv overfor darwinismen, viste tilbøjeligheder til en naturvidenskabelig materialisme og til ateisme, idet han knyttede an til Ludwig Feuerbach. 1921 vendte han sig i skriftet Grundzüge einer Metaphysik der Erkenntnis (Grundtræk af en erkendelsens metafysik), der med et gjorde ham berømt, imod traditionen fra Marburg. Han hævdede nu beslutsomt, at realiteten var uafhængig af den subjektive perception. Erkendelse var nu for Hartmann en proces, hvorved er objekt, der er forskelligt fra subjektet, bliver afbildet i bevidstheden.
Hartmann valgt titlen "Erkendelsens metafysik" for at udtrykke, at grundantgelserne om relationen mellem erkendelsens subjekt og objekt ikke kan forklares rationelt. Den uløselige gåde af forbindelsen mellem erkendelse og væren fører ifølge Hartmann med nødvendighed til apori. I modsætning tilKant mente Hartmann, at man ikke kan opstille nogen forudsætningsløs erkendelsesteori, da al erkendelsesteori har metafysiske forudsætninger.
Hvor nykantianeren Cohen mente at erkendelse var "em tankemæssig skaben" eller at man "satte" en genstand, var arkendelse for Hartmann en opfattelse af noget, der allerede findes. Denne opfattelse beskrev Hartmann som en proces i tre faser:
1. I starten finder vi en erkendelsens Fænomenologi (her læner Hartmann sig til Husserl). Herunder hører både perceptionsprocesser, bevidsthedsprocesser og dannelsen af repræsentationer. I den fænomenologiske synsvinkel søger man at opnå et „maximum af givethed“.[8] Men det viser sig, at der er grænser for erkendelsen. Mennesket kan ikke fuldkomment opfatte virkeligheden, hvoraf det i sidste ende er en del. Det bedste det kan opnå er at udvide sin erkendelseshorisont.
2. Dernæst følger en analyse af de givne fænomener. Analysen viser en grundapori, der er grundlaget for alle yderligere erkendelsesproblemer. På den ene side er subjektet fanget i dens bevidsthed, på den anden side retter det sig mod et værende uden for det selv. Hartmann søgte ikke at løse denne modsigelse, men tog den selv for givet.
3. Antagelsen af realismen, der både afspejler det naturlige og det naturvidenskabelige verdenssyn, kan man kun opgive med gode grunde.

### Etik
I Ethik, et af hans vigtige værker, opstillede han i tilknytning til Max Scheler en "materiel værdietik". I henhold til denne har metematikkens og logikkens genstande værensmåde af "ideal viden", og opfattes gennem værdifølelser. Værdier er strukturer i en etisk ideal sfære, et rige med sine egne strukturer og sine egne love.
| I. Sædelige værdier                    |                    |                   |
| 1. Grundværdier                        |                    |                   |
| det gode – det ædle – fylen – renheden |                    |                   |
| 2. Specielle værdier                   |                    |                   |
| a) antikke                             | b) middelalderlige | c) nutidige       |
| Retfærdighed                           | Næstekærlighed     | Fjernkærlighed    |
| Visdom                                 | Sanddruhed         | „givende dyder“   |
| Tapperhed                              | Troskab            | Personlighed      |
| Selvkontrol                            | Ydmyghed           | Kærlighed         |
| II. ikkemoralske værdier               |                    |                   |
| personale værdier                      | værdier af goder   | æstetiske værdier |

I sin Ethik beskrev Hartmann i en værdiskuen de væsentlige fænomener vedrørende etiske værdier. Til værdiernes rige opregnede han lystværdier, værdier af goder, vitalværdier og sædelige værdier. Som i sin ontologi så Hartmann en niveauopbygning i værdiernes struktur. Omkring de materielle værdier støttede han sig meget til Aristoteles, men også til Nietzsche, som han anså for at have opdaget nye værdier. Herunder tæller han "fjernkærlighed", som man kan se som et tidligt begeb indenfor økologisk etik. "Det kan lydes utopisk for os i det, når et oplyst blik på generationer forlanges af os, der dog uden vores handlinger vil være børn af en anden ånd og andre forhold i verden. Men det er alligevel sandt, at denne generation vil være vores historiske arvtagere, og at de vil høste frugten af vores såen, og at vi har ansvar for det, som vi giver dem."
Hartmann mener også at spørgsmålet om frihed er forudsætning for enhver ethik, og søger at begrunde en afvisning af værdirelativisme. Hartmann mener at selv i et deterministisk system virker viljen som en formende faktor, og det er beslutningsfrihed. Som Kant betoner han, at viljesfrihed beror på muligheden for at man kan tage rationelle beslutninger, og samtidigt er stærkt begrænset både på grund af ydre og indre forhold. Kun på basis af denne modsætning kan man tilskrive nogen et ansvar, da de også kunne have besluttet anderledes.
Hartmann angriber værdirelativismen med ontologiske argumentet. Det "bør" der er forbundet med en værdi er et "værensbør", der er uafhængigt af subjektet. Det enkelte menneske konfronteres med et faktisk "værensbør" og er ansvarlig for at denne værdi bliver realiseret. Imod konstruktivismen betoner Hartmann, at personen konstituerer ikke værdierne, men i stedet er det værdierne, der konstituerer personen.

### Ontologi
Hartmann begrænsede i modsætning til sin samtidige Martin Heidegger sin undersøgelse til det værende som værende, på den virkelige verden. Denne nye ontologis kategorier mente han at finde i virkeligheden. På grund af vores begrænsede erkendelsesevne anså Hartmann sin ontologi for at være en hypotese eller en arbejdshypotese.

#### Ontologiens grundlag
For Hartmann er virkeligheden i alt værende. Han mener ikke væren kan defineres. Det betyder for Hartmann, at man ikke kan danne nogen modsætning til værensbegrebet. Derfor afviste han også (imod Hegel og Heidegger) en dialektisk modsætning mellem væren og intet. Undersøgelsen af der værende som værende retter sig mod virkeligheden, der er subjektuafhængig, og ikke mod begreber.
Den fænomenologiske analyse ledte Hartmann til forskellige distinktioner:
- Værensmomenter er Dasein og Sosein
- Værensmåder er realitet og idealiti Realität und Idealität
- Værensmodi er mulighed, virkelighed og nødvendighed

Ethvert værende, både realie og ideale entiteter, f.eks. matematiske genstande, har både Dasein og Sosein, aspekterne er uadskillelige.
Realitet og idealitet udelukker hinanden. Et Dasein er enten realt eller idealt. Ideelle genstande er f.eks. matematik, vldenheder, logik og værdier. Idealt værende er tidsløst, alment og uforanderligt. Realt værende er derimod tidsligt, konkret og forgængeligt. Realitet er påtrængende; man erfarer sig selv som udsat for modstand. Det ideale er indeholdt i det reale som struktur eller lovmæssighed. En geometrisk kugle er en ideal figur, der beskriver en materiel kugles figur. Empiriske domme retter sig altid imod reale entiteter, matematiske domme mod idealt værende. Begge arter af domme er en opfattelse af noget, der findes i sig selv. Hartmann har derfor en realisisk position mht. universalieproblemet.

#### Mulighed og virkelighed
I sit andet ontologiske værk udviklede Hartmann en modalteodi. Han skelnede mellem værensmodierne: mulighed, virkelighed, nødvendighed og tilfældighed. Det særlige ved Hartmanns modalanalyse, er at han hævder, at virkelighed forudsætter mulighed og nødvendighed. Noget skal være muligt, for at det kan blive virkeligt. Hartmann begrunder nødvendigheden derved, at en ting kun kan være virkelig, hvis alle de faktorer er tilstede, der udgør denne ting - mangler en faktor vil det være en anden ting. Men er de alle tilstede må tingen nødvendigvis være til stede. Som konsekvens er fortiden nødvendig. For hvis den kunne være anderledes, så havde den været det. Hartmann mener at virkeligheden er en enhed, og det som ikke blev virkeligt, var ikke muligt.

#### Den reale verdens struktur
Idet han byggede på sin analyse af det værende og sin modalteori udviklede Hartmann en almen kategorilære, der beror på det værensens niveauopbyning.
Han opdelte den reale væren i de opstigende niveauer fra uorganisk, liv, sjæl og til sidst ånd. Indenfor ånden skelnede Hartmann tillige mellem:
- Den personale ånd omfatter alle individuelle bevidsthedsakter
- Den objektive ånd er fastholdelsen af den personale ånd i historisk virksomme strukturer, som fortællinger, skikke, ret eller videnskaber.
- Objektiveret ånd vil sige, at et åndeligt indhold er bundet til en virkelig struktur, f.eks. til et konktet kunstværk-

Hvert niveau leder frem til det næste, og på hvert niveau findes der både fundamentale kategorier og specifikke kategorier.
| Ideal væren tidsløs/almen                                           | Real væren zeitlich/individuell | Real væren zeitlich/individuell | Real væren zeitlich/individuell | Real væren zeitlich/individuell |
| Mathematiske strukturer Væsenheder etiske værdier æstetiske værdier |                                 |                                 |                                 |                                 |
| rumlig                                                              | rumlig                          | ikke-rumlig                     | ikke-rumlig                     |                                 |
| Uorganisk                                                           | Liv                             | Sjæl                            | Ånd                             |                                 |

Liste af fundamentalkategorierne
- Princip og concretum
- Struktur og modus
- Form og materie
- Indre og ydre
- Determination og dependens
- Enhed og mangfoldighed
- Harmoni og modstand
- Genstand og dimension
- Diskretion og kontinuität
- Substrat og relation
- Element og helhed

Hartmann kategorier var - til forskel fra Aristoteles og Kant – ikke afledt af et samlende princip. De har den grundlæggende egenskab, at fra ethvert par kan de andre par afledes.

## Indflydelse
Kort efter Hartmann død bedæmte Joseph Maria Bocheński Hartmanns filosofi som banebrydende.
I eftertiden mistede Hartmanns værker populariter, da analytisk filosofi og eksistentialisme blev mere populært.
Hans almene kætegorilære påvirkede en række af forskere, som psykologen Robert Heiß, neurologen Richard Jung, adfærdsforskeren Konrad Lorenz og fysiologen Karl Eduard Rothschuh.
I marts 2009 tog de italienske filosoffer Roberto Poli und Carlo Scognamiglio og den canadiske filosof Frederic Tremblay initiativ til en Nicolai-Hartmann-Society, der holdt sit første møde i Rom 2010.
2013 kundgjorde Deutsche Literaturarchiv Marbach at de havde erhvervet Hartmanns papirer. Det drejer sig om håndskrevne manuskripter, forelæsningsnoter og udkast til udgivelser.

## Skrifter
Bøger
- Des Proklus Diadochus philosophische Anfangsgründe der Mathematik, Töpelmann, Gießen 1909.
- Platos Logik des Seins, Töpelmann, Gießen 1909.
- Grundzüge einer Metaphysik der Erkenntnis. Vereinigung wissenschaftlicher Verleger, Berlin 1921.
- Die Philosophie des deutschen Idealismus – (1) Fichte, Schelling und die Romantik. de Gruyter, Berlin 1923.
- Die Philosophie des deutschen Idealismus – (2) Hegel. de Gruyter, Berlin 1929.
- Ethik. de Gruyter, Berlin-Leipzig 1925 (3. Auflage 1949).
- Aristoteles und Hegel. Stenger, Erfurt 1925.
- Zum Problem der Realitätsgegebenheit, Philosophische Vorträge. Pan Verlag, Berlin 1931.
- Das Problem des geistigen Seins: Untersuchungen zur Grundlegung der Geschichtsphilosophie und der Geisteswissenschaften. Walter de Gruyter, Berlin 1933; wieder Berlin 1946.
- Ontologie. 4 Bände. Walter de Gruyter, Berlin 1935–1950.
  - 1. Zur Grundlegung der Ontologie.
  - 2. Möglichkeit und Wirklichkeit.
  - 3. Der Aufbau der realen Welt: Grundriß der allgemeinen Kategorienlehre.[17]
  - 4. Philosophie der Natur: Abriß der speziellen Kategorienlehre.
- Neue Wege der Ontologie. Kohlhammer, Stuttgart 1942, 2014, Neue Ausgabe der 5. Auflage von 1969; ISBN 978-3-17-025361-2; S. 120.
- Systematische Philosophie. Kohlhammer, Stuttgart 1942.
- Leibniz als Metaphysiker. Walter de Gruyter, Berlin 1946.
- Teleologisches Denken. Walter de Gruyter, Berlin 1951.
- Ästhetik. Walter de Gruyter. Berlin 1953.
- Philosophische Gespräche. Vandenhoeck & Ruprecht, Göttingen 1954.
- Der philosophische Gedanke und seine Geschichte, Zeitlichkeit und Substantialität, Sinngebung und Sinnerfüllung. Walter de Gruyter, Berlin 1955.
- Kleinere Schriften – Bd. 1: Abhandlungen zur systematischen Philosophie, Bd. 2: Abhandlungen zur Philosophie-Geschichte, Bd. 3: Vom Neukantianismus zur Ontologie. Walter de Gruyter, Berlin 1955–1958.

Udvalg af artikler
- Philosophische Grundfragen der Biologie. I: Wege zur Philosophie. Nummer 6, 1912.
- Diesseits von Idealismus und Realismus: Ein Beitrag zur Scheidung des Geschichtlichen und Übergeschichtlichen in der Kantischen Philosophie. I: Sonderdrucke der Kantischen Studien. Pan Verlag R. Heise, Berlin 1924, S. 160–206.
- Systematische Selbstdarstellung. I: Deutsche systematische Philosophie nach ihren Gestaltern. Junker & Dünnhaupt, Berlin 1933, S. 283–340.
- Das Problem des Apriorismus in der Platonischen Philosophie. I: Sitzungsberichte der Preußischen Akademie der Wissenschaften, Phil.-hist. Klasse, 15. Walter de Gruyter, Berlin 1935.
- Der philosophische Gedanke und seine Geschichte. I: Abh. der Preuß. Akademie der Wiss., Phil.-hist. Kl., 5. Walter de Gruyter, Berlin 1936.
- Der megarische und der Aristotelische Möglichkeitsbegriff: Ein Beitrag zur Geschichte des ontologischen Modalitätsproblems. I: Sitzungsber. der Preuß. Akademie der Wiss., Phil.-hist. Kl., 10. Walter de Gruyter, Berlin 1937.
- Heinrich Maiers Beitrag zum Problem der Kategorien. I: Sitzungsber. d. Preuß. Akademie der Wiss., Phil.-hist. Kl., 10. Walter de Gruyter, Berlin 1938.
- Aristoteles und das Problem des Begriffs. I: Abh. d. Preuß. Akademie der Wiss., Ph.-hist. Kl., 5. Walter de Gruyter, Berlin 1939.
- Zur Lehre vom Eidos bei Platon und Aristoteles. I: Abh. d. Preuß. Akademie der Wiss., Phil.-hist. Kl., 8. Walter de Gruyter, Berlin 1941.
- Neue Wege der Ontologie. I: Systematische Philosophie. Herausgeber Nicolai Hartmann, Stuttgart 1942.
- Die Anfänge des Schichtungsgedankens in der alten Philosophie. I: Abh. der Preuß. Akademie der Wiss., Phil.-hist. Kl., 3. Walter de Gruyter, Berlin 1943.
- Autobiographie. I: Werner Ziegenfuß: Philosophen-Lexicon, 1949.